# 갸라도스
갸라도스(ギャラドス 갸라도스[*])는 포켓몬스터 시리즈에 등장하는 가공의 캐릭터이다.

## 특징
잉어킹의 진화형으로 파란 용의 모습을 한 포켓몬이다. 잉어가 용으로 변신하는 진화 형태는 '등용문'의 고사로부터 따온 것이다. 하지만 드래곤 타입 기술도 쓸 수 있고 그리고 놀랍게도 물 포켓몬이지만 불꽃 타입 기술도 쓸 수 있다. 불꽃 타입 기술을 가진 갸라도스를 민화/유채와의 싸움에 사용하면 유용하다. 게다가 전기타입 기술도 쓸 수 있어 이슬과의 전투에서도 유용하다.
매우 흉폭한 성격이라 한 번 날뛰면 마을 하나가 소멸한다고 전해진다. 인간이 싸움을 시작하면 모습을 나타낸다고 여겨져 1개월에 걸쳐 날뛰었다는 기록도 남아있다. 매우 흉폭한 성격이 되는 것은 진화할 때에 뇌세포의 구조가 재구성되기 때문이다. 한 번 날뛰기 시작하면 태풍이나 비가 많이 와도 눈에 보이면 어떤것이든 다 태워버린다고 한다. 입에서 파괴광선 (기술)을 쏘는데, 그것으로 모든 걸 불태운다. 암컷은 수염 색깔이 하얀색, 수컷은 수염 색깔이 파란색이다. 메가갸라도스로 진화하면 이 수염이 훨씬 길어진다.

## 애니메이션에서의 갸라도스
《포켓몬스터》1화에서 잉어킹과 함께 등장한다.
《포켓몬스터》16화에서 로이가 잉어킹 장사꾼에게 속아서 산 잉어킹을 발로 차 날린 직후에 갸라도스로 진화하여 다른 갸라도스와 함께 지우 일행을 날려버린다.
《포켓몬스터》237, 238화에는 빨간 갸라도스가 등장한다. 사천왕 목호에게 잡혀져, 호연지방에서 목호가 재등장했을때도 목호는 이 갸라도스를 사용했다.
이슬이는 어릴 적의 트라우마 때문에 갸라도스를 싫어했지만 성도 지방에서의 여행을 끝내고 블루시티 체육관으로 돌아왔을 때 트라우마를 극복했다. 그 후 이슬의 주력 포켓몬이 되어 《포켓몬스터 AG》45화에서는 〈화염 방사〉로 껍질몬을 쓰러뜨리는 활약을 한다. 《포켓몬스터 썬&문》 43화에서는 지우의 피카츄를 상대로 메가진화까지 해서 배틀했지만 패배했다.
극장판 《뮤츠의 역습》과 《루기아의 탄생》에 등장한다.
만화책 《포켓몬스터 스페셜》에서 레드와 실버가 사용한다.
만화책 《포켓몬스터 스페셜》에서 챔피언 목호가 사용한다.

## 같이 보기
- 포켓몬스터
- 포켓몬의 목록